# Les Confessions d'une reine
Pour les articles homonymes, voir Confession (homonymie).
Pour plus de détails, voir Fiche technique et Distribution.
Les Confessions d'une reine (Confessions of a Queen) est un film muet américain réalisé par Victor Sjöström en 1925.

## Synopsis
Le roi d'Illyrie épouse  la princesse Fredericka de Dalmatie mais cette dernière découvre que son époux a une maîtresse, Sephora. Révoltée, elle se tourne vers le prince Alexei par amitié. L'agitation augmente alors qu'une révolution exige l'abdication du roi et que la reine s'oppose à cette décision.

## Fiche technique
- Titre original:  Confessions of a Queen
- Scénario : Agnes Christine Johnston, d'après Les Rois en exil d'Alphonse Daudet
- Intertitres : Marian Ainslee
- Photographie : Percy Hilburn
- Décors : Cedric Gibbons, James Basevi
- Costumes : Ethel P. Chaffin
- Montage : Hugh Wynn
- Compagnie de production : Metro-Goldwyn-Mayer
- Genre : Drame - Noir et blanc - 65 min[1]
- Date de sortie :
  - États-Unis : 30 mars 1925

## Distribution
- Lewis Stone : Christian II
- Alice Terry : Fredericka de Dalmatie
- Eugenie Besserer : La duchesse Eleonora
- Joseph J. Dowling : Le duc de Rosen
- André de Beranger : Lewin
- Helena D'Algy : Sephora Leemans
- John Bowers : Le prince Alexei
- Frankie Darro : Le prince Zara
- Bert Sprotte : Le chef des révolutionnaires
- Wilbur Higby : L'officier révolutionnaire
- Otto Hoffman : Le chambellan du roi
- Frances Hatton : La suivante de la reine
- James McElhern : Le valet parisien du roi